# مبدأ الضرب

عناصر المجموعة {A, B} يمكن جمعهما مع عناصر المجموعة {1، 2، 3} في 6 طرق مختلفة.

في التوافقيات، قاعدة الضرب أو مبدأ الضرب أو مبدأ المضاعفة هو أحد مبادئ العد الأساسية. وهي مبدأ ينص على أنه إذا كان هناك a من الطرق لفعل شيء وَ b من الطرق لفعل شيء آخر، فإن هناك a · b طريقة لفعل العملين معاً.

## أمثلة
{\displaystyle {\begin{matrix}&\underbrace {\left\{A,B,C\right\}} &&\underbrace {\left\{X,Y\right\}} \\\mathrm {To} \ \mathrm {choose} \ \mathrm {one} \ \mathrm {of} &\mathrm {these} &\mathrm {AND} \ \mathrm {one} \ \mathrm {of} &\mathrm {these} \end{matrix}}}
{\displaystyle {\begin{matrix}\mathrm {is} \ \mathrm {to} \ \mathrm {choose} \ \mathrm {one} \ \mathrm {of} &\mathrm {these} .\\&\overbrace {\left\{AX,AY,BX,BY,CX,CY\right\}} \end{matrix}}}
في هذا المثال، تنص القاعدة على: ضرب 3 في 2، والناتج 6.
المجموعات {A, B, C} وَ {X, Y} في هذا المثال هما مجموعات متفارقة، وهذا لا يهم في مبدأ الضرب.
وكمثال آخر، عند طلبك بيتزا، فإنه يجب عليك أولاً اختيار سُمك التغطية: رقيقة أو عريضة (اختياران). ومن ثم تختار نوع التغطية: جبن، ببروني، سجق (3 اختيارات).
باستخدام مبدأ الضرب، فأنت تعلم أن هناك 2×3 = 6 اختيارات ممكنة لطلب بيتزا.

## التطبيقات
في نظرية المجموعات، مبدأ الضرب هذا غالباً ما يؤخذ على أنه تعريف لحاصل ضرب عدد أصلي. لدينا:
{\displaystyle |S_{1}|\cdot |S_{2}|\cdots |S_{n}|=|S_{1}\times S_{2}\times \cdots \times S_{n}|}
حيث أن × هي عملية جداء ديكارتي. هذه المجموعات ينبغي لها أن لا تكون منتهية، وليس من الضروري وجود معاملات لانهائية في حاصل الضرب؛ انظر أيضاً عدد أصلي.

## مفاهيم مرتبطة
قاعدة مبدأ الجمع هي إحدى مبادئ العد الأساسية الأخرى. والتي تنص على أنه إذا كان لدينا a عدد من طرق فعل شيء ما وَ b من الطرق لفعل شيء آخر، ونحن لا نستطيع فعل الشيئين معاً فإنه هناك a + b طريقة لفعل ذلك.